# لخيايطة (الخيايطة)
لخيايطة هي إحدى مشيخات المملكة المغربية، تتبع جغرافيا لإقليم برشيد وإداريًا لالخيايطة. يقدر عدد سكانها بـ 9739 نسمة حسب الإحصاء الرسمي للسكان والسكنى لسنة 2004.